# Kessel Station

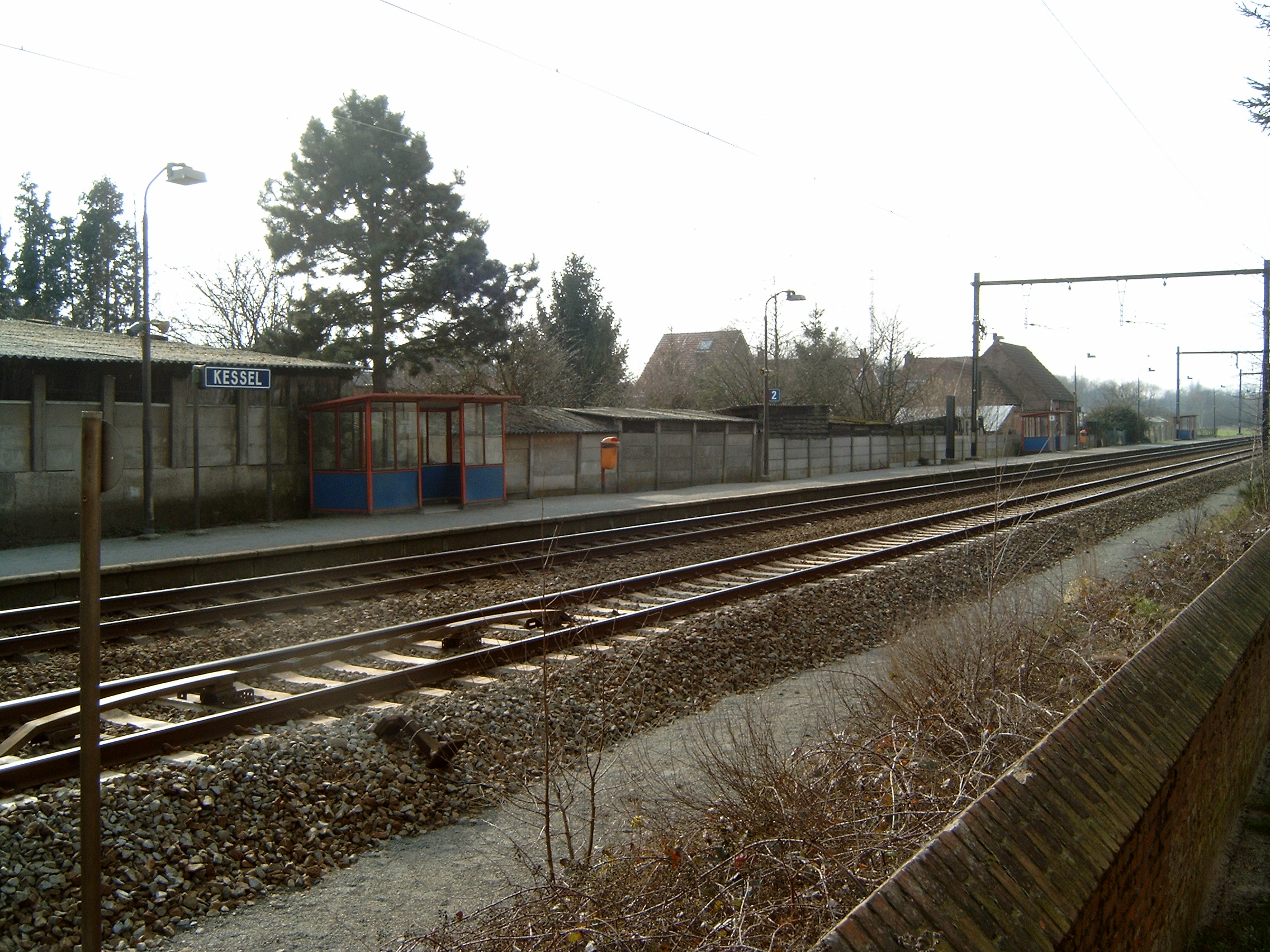
Station Kessel, waardoor deze deelwijk ontstond

Kessel Station is een deelwijk en de tweede woonkern van Kessel, een deelgemeente van de Belgische gemeente Nijlen. De kern wordt ook wel geduid als Kessel-Station of Kessel-Statie.
De kern ligt rondom Station Kessel en dat net ten noorden van de hoofdkern van Kessel, Kessel-Dorp. Het treinstation werd geopend in 1894 en zorgde er uiteindelijk ervoor dat zich ten noorden van de dorpskern een nieuwe kern ontwikkelde. Het station zelf is stopplaats voor treinen. De S33 trein Antwerpen-Centraal - Lier -  Mol, de IC-trein Antwerpen centraal - Lier - Herentals - Turnhout en de P-trein (Neerpelt-)Mol-Brussel stoppen op Station Kessel.
Deelgemeenten: Bevel · Kessel · Nijlen

Deelwijken: Bevel Heikant · Boshoek (Nijlen) · Kessel Station · Kesselse Heide · Kruiskensberg · Lillo (Nijlen)

Belgische gemeenten · Arrondissement Mechelen · Antwerpen · Vlaanderen